# Visnú-purana
El Visnú-purana es uno de los Puranas, textos religiosos hinduistas.
Se considera uno de los Puranas más importantes y se le ha dado el nombre de «joya de los Puranas».
- viṣṇupurāṇa, en el sistema AITS (alfabeto internacional para la transliteración del sánscrito).
- विष्णुपुराण, en escritura devanagari del sánscrito.
- Pronunciación: aproximada "bíshnu purána",[1] exacta [ˌviʂɳupuˈɽäːɳə]
- Etimología: ‘leyendas del Omnipenetrante’, siendo vishnú: ‘el omnipenetrante’, conocido dios hindú; y puraná: ‘lo antiguo’, historia.

## Datación
El Visnú-purana es indudablemente anterior al Bhágavata-purana (siglo X d. C.), que copia muchas leyendas y textos directamente de él.
En el siglo XIX, el sanscritólogo británico H. H. Wilson (1786-1860) consideraba que habría sido uno de los primeros Puranas, y lo fechaba en el siglo I a. C. (Wilson, pág. xii).
El fechado cronológico es posible gracias a que este Purana «profetiza» la aparición de varios reyes históricos de las dinastías 
sísunaga (684-424 a. C.),
nanda (424-321 a. C.) y
mauria (320-185 a. C.)
pero no nombra a ningún rey de la dinastía guptá (que comenzó con el rey Sri Guptá, entre el 240 y el 280 d. C.).
El indólogo Gavin Flood lo considera posterior al año 300 d. C. (Flood, 1996, pág. 111).

## Contenido
Se presenta como un diálogo entre el sabio Maitreia y su maestro Parashará (hijo de Vásistha ―autor de varios textos del Rig-veda―, o bien hijo de Sakti y nieto de Vásistha, y padre de Viasa).
Está dividido en seis capítulos.
Se adapta más que ningún otro a la definición de pancha-laksana (‘cinco-temas’) referida a todos los Puranas.
Sus temas principales son:
- mitos de la creación,
- mitos de batallas entre los asuras y los devas
- los avataras (encarnaciones) del dios Visnú
- genealogía y epopeyas de reyes legendarios.
- mitos de la destrucción del mundo.

El libro contiene menos de 7000 sloka (versos).
No es muy aceptada la tradición de que en el pasado contenía 23.000 versos, ya que:
- Todas las copias coinciden (tanto las del este como las del oeste de la India).
- No parece haber algún faltante.
- Hay un comienzo, un desarrollo y un final, tanto en el texto como en sus comentarios.
- El trabajo parece completo. (Wilson, pág. xxi).[2]

### Primer capítulo
- El libro comienza con leyendas detalladas sobre la creación del mundo a partir de la prakriti (materia) no manifiesta
- Cómo los prayápatis poblaron el mundo.
- Introduce el concepto de las cuatro iugás.
- El mito del dios Rudra.
- Un recuento elaborado del samudra manthana (batido del océano).
- La leyenda de Dhruvá (un niño ferviente devoto de Visnú).
- Las fábulas del rey Vená y su hijo Prithú.

### Segundo capítulo
- Listas de los reyes descendientes de Prithu.
- Los Prachetas.
- El demoníaco rey Jirania Kashipu y Prajlada.
- Curiosos detalles topológicos del mundo conocido, con menciones de tierras, tribus, montañas y ríos.
- Conceptos sobre el universo, con sorprendentes detalles astronómicos ficticios.
- La leyenda de las muchas encarnaciones de Yada Bharata.

### Tercer capítulo
- Los manu-antara (‘dentro de un [periodo de] Manu’, ciclos de creación y destrucción).
- Los sabios Viasa y Iagña Valkia.
- Suria (el dios del Sol).
- Iama (el dios de los muertos).
- Los devotos Shatadhanu y Saivia.
- Los textos Vedas, las cuatro varnas (castas) y los cuatro ásramas).
- Detalles de varios rituales.

### Cuarto capítulo
- Crónica de reyes famosos de la dinastía solar y lunar de la India antigua.
- Lista de nombres de reyes que «aparecerán» en la era de Kali.
- Segunda lista con nombres de reyes históricos de Magadha, incluyendo a reyes de las dinastías Shishunaga, Nanda y Mauria. (Eso permite fechar cronológicamente este texto).

### Quinto capítulo
- Detalles de diferentes sucesos en la vida del pastor-rey Krisná, su nacimiento, su infancia, su muerte y la destrucción de toda su familia (los iadavas).

### Sexto capítulo
- Características de la era de kali iugá.
- Destrucción universal al final de la era (dentro de casi medio millón de años).
- Importancia de los Puranas en general.

Los reyes de la era de Kali serán adictos a la corrupción y robarán la propiedad de sus súbditos. Entonces el rango de una persona estará dado sólo por la cantidad de riqueza que haya acumulado. La corrupción será el modo de subsistencia de todo el mundo. Al final, incapaces de mantener a sus avariciosos reyes, la gente de kali iugá se refugiará en las cuevas de las montañas.

El Visnú-dharmottara-purana, un texto separado dedicado a las artes, se considera suplemento o apéndice del Visnú-purana.

### Leer también
- Mani, Vettam: Puranic encyclopedia. Nueva Delhi: Motilal Banarsidass (primera edición en inglés), 1975.